# Flor Ayala
Flor de Rosa Ayala Robles Linares (Ciudad de México; 22 de abril de 1972) es una política mexicana. Ha sido dos veces diputada por el XII Distrito Local con cabecera en Hermosillo en la LIX Legislatura y en la LXI Legislatura del Congreso del Estado de Sonora. Fue diputada federal por representación proporcional en la Cámara de Diputados de la LXII Legislatura del Congreso de la Unión.

## Educación
Ingeniera Industrial y de Sistemas (IIS'95) egresada del Tecnológico de Monterrey, Campus Monterrey. Cuenta además con estudios de Maestría en Economía y Gobierno por la Universidad Anáhuac y un Diplomado en el  Women's Leadership Program por la Harvard Business School.

## Actividad Política
Es miembro del Partido Revolucionario Institucional en el que ha desempeñado el cargo de Consejera Política Estatal. En el 2011 fue nombrada Presidenta de la Asociación Nacional de Legisladoras María Lavalle Urbina en Sonora. Dentro del Partido ha sido dos ocasiones candidata, la primera de ellas en 2009 compitiendo por el XII Distrito Local de Sonora y la segunda en las elecciones federales en México de 2012 por el V Distrito Federal de Sonora.
En campañas políticas fue Coordinadora de la Oficina de la Esposa del Candidato Eduardo Bours Castelo en la campaña para Gobernador de Sonora en el 2003. Durante la Campaña Nacional por la Presidencia de la República del Candidato del Partido Revolucionario Institucional, Francisco Labastida Ochoa, fungió como coordinadora de enlace con el sector privado y financiamiento de 1999 a 2000. En el mismo año 2000 fue Coordinadora de Giras y Eventos del entonces Senador Eduardo Bours.

## Carrera profesional

### Organismos Públicos
En 1998 fue la encargada de la Subdirección de Desarrollo Económico y Productividad en la Representación del Gobierno del Estado de Sonora. De septiembre de 2003 a marzo de 2009 se desempeñó como Directora del Sistema Nacional para el Desarrollo Integral de la Familia (DIF) en el estado de Sonora.

### Organismos de la Sociedad Civil
De enero de 2001 a febrero de 2003 fue directora general de la Fundación Eduardo Bours, AC. En 1998 trabajó en la Confederación de la Cámara Nacional de Comercio en la Coordinación General de la Asamblea Internacional de Comercio. Ese mismo año coordinó la Convención Nacional de Industriales de la Cámara Nacional de la Industria de la Transformación. Fue Presidente de 1995 a 1997 de la Asociación Grupo Desarrollo Joven Sonora, AC.

## Cargos de elección popular

### LIX Legislatura del Congreso del Estado de Sonora
Diputada local por el XII Distrito Local, con cabecera en Hermosillo, en la LIX Legislatura del Congreso del Estado de Sonora donde presidió la Segunda Comisión de Hacienda y formó parte de las Comisiones de Desarrollo Social y Asistencia Pública, Asuntos Fronterizos, Asuntos de Equidad y Género, Salud, Atención a Grupos Vulnerables de la Sociedad y del Agua.

### LXII Legislatura del Congreso de la Unión
Diputada federal por representación proporcional en la Cámara de Diputados en la LXII Legislatura del Congreso de la Unión.